# Moquilea anneae
Moquilea anneae é uma espécie do gênero Moquilea. 

## Taxonomia
A espécie foi descrita em 1979 por Ghillean Tolmie Prance. A escolha do nome se deu para homenagear sua esposa, Anne.
A denominação Licania anneae é um basônimo e de acordo a várias fontes é um nome legítimo, mas incorreto.

## Forma de vida
É uma espécie terrícola e arborícola.

## Descrição
Se caracteriza como uma espécie arborícola, que atinge até 7 m, apresenta folhas oblongo-lanceoladas e cujo pecíolo tem entre 5 e 7 mm de comprimento. As flores se dão em panículas de racemos axilares e terminais, costumando aparecer por volta de novembro, primavera no hemisfério sul.

## Distribuição
A espécie é encontrada no estado brasileiro de Pará, sendo endêmica do Brasil. Em termos ecológicos, é encontrada no domínio fitogeográfico de Floresta Amazônica, em regiões com vegetação de campo de várzea e floresta de terra firme. É uma espécie rara e de acordo com a Lista Vermelha da Flora do Pará de 2007, elaborada pelo Conselho Estadual do Meio Ambiente (COEMA), está em estado vulnerável de conservação.

## Ligações Externas
- Moquilea anneae no projeto Flora e Funga do Brasil.
- Moquilea anneae no portal do Centro Nacional de Conservação da Flora (Brasil).